# Въоръжени сили на Република Конго
Армията на Република Конго се състои от Сухопътни войски, Флот, Военновъздушни сили и Жандармерия. Сухопътните войски са с най-голям персонал – 8000 души. Оборудването включва ограничен брой танкове Т-55 и Тип-59 (около 40), 13 танка Тип-62 и 25 БРДМ-2.

## Военновъздушни сили
Инвентарът на въоръжените сили е ограничен, но повечето от машините са модернизирани и в експлоатация.
| Машина                    | Произход | Тип                  | Варианти | В експлоатация | Бележки |
| ------------------------- | -------- | -------------------- | -------- | -------------- | ------- |
| Aérospatiale Alouette II  | Франция  | транспортен вертолет | SA 318C  | 1              |         |
| Aérospatiale Alouette III | Франция  | транспортен вертолет | SA 316C  | 1              |         |
| Antonov An-24             | СССР     | транспортен самолет  |          | 5              |         |
| Antonov An-26             | СССР     | транспортен самолет  |          | 1              |         |
| Eurocopter Dauphin        | Франция  | транспортен вертолет | SA 365   | 1              |         |
| Nord 2501 Noratlas        | Франция  | транспортен самолет  |          | 1              |         |
| МиГ-21                    | СССР     | изтребител           | ?        | 12?            |         |